# Alectoris magna
Alectoris magna là một loài chim trong họ Phasianidae.